# Pomník T. G. Masaryka (Jáchymov)
Pomník T. G. Masaryka byl pomník s bronzovou sochou prezidenta Československa u budovy ředitelství lázní  v Jáchymově z roku 1930. Po připojení pohraničí k nacistickému Německu po roce 1938 byl pomník odstraněn.
Památky na návštěvy prvního prezidenta ČSR bývaly v Jáchymově dvě. Vzhledem k tomu, že Tomáš Garrigue Masaryk ve městě 7. března 1930 oslavil své osmdesáté narozeniny, byla mu o den později na Radium Paláci odhalena pamětní deska. Slavnost proběhla za hojné účasti horníků a obyvatel města i širokého okolí. Slavnostní řeč pronesli v češtině vrchní lékař lázní Dr. August Pirchan a v němčině rada okresního úřadu Dr. Georg Loser. Celou akci hudbou (včetně státní hymny) doprovázela hornická kapela.
Zároveň byl s touto oslavou ustaven výbor na stavbu pomníku T. G. Masaryka. Prostředky byly shromažďovány pomocí sbírek, tombol, pořádáním plesů a slavností nebo pomocí přímých darů – hlavně lázní a místních podnikatelů. Díky tomu byly potřebné finanční prostředky poměrně rychle shromážděny a mohlo se přikročit k samotné výrobě sochy TGM v nadživotní velikosti. Jako místo pro její instalaci bylo vybráno prostranství u budovy ředitelství lázní.
Sochu vytvořil akademický sochař Ladislav Šaloun (autor pomníku Mistra Jana Husa na Staroměstském náměstí v Praze a pomníku TGM v Pečkách) a její cena byla 92 000 korun. Slavnostní odhalení proběhlo 24. srpna 1930 pod patronací předsedy vlády Františka Udržala, ministra veřejných prací Jana Dostálka a ministra veřejného zdraví Franze Spiny. Hudbu kromě hornické kapely zajišťovala posádková hudba 46. pěšího pluku Chomutov. Nad místem přeletěla letka III. perutě Leteckého pluku 1 Cheb na strojích Aero A-32. Po připojení pohraničí k Německé říši byl pomník nejprve demontován a později zničen.